# Opération Dumbo Drop
Pour les articles homonymes, voir Dumbo (homonymie).
Pour plus de détails, voir Fiche technique et Distribution.
Opération Dumbo Drop (titre original : Operation Dumbo Drop) est un film américain réalisée par Simon Wincer, sorti en 1995.

## Synopsis
Pendant la guerre du Vietnam en 1968, le capitaine Sam Cahill (Danny Glover) a travaillé dur pour créer de bonnes relations entre soldats américains et vietnamiens dans le village montagnard de Dak NHE. L'armée américaine s'y est installée pour surveiller l'ennemi Viet Cong, qui suit un itinéraire d'approvisionnement d'armes clandestines qui traverse le village la nuit. Cahill s'approche de la retraite, il explique alors à son successeur le capitaine TC Doyle (Ray Liotta) la nature délicate des coutumes vietnamiennes, ainsi que l'activité ennemie secrète.
Doyle laisse accidentellement des indices qui apprennent aux Viet Cong la coopération des villageois avec l'armée américaine. En punition, le colonel Nguyen (Ly Hoang) tue un éléphant, juste avant un festival spirituel. Afin d'aider les villageois, Cahill promet de remplacer l'éléphant tué avant leur cérémonie à venir.
Cahill et Doyle obtiennent alors l'aide de trois autres soldats : CW3 Davis Poole (Denis Leary), SP4 Harvey Ashford (Doug E. Doug) et SP5 Laurent Farley (Corin Nemec) pour offrir un éléphant aux villageois. Les soldats achètent l'éléphant à un commerçant vietnamien dans un village quelques kilomètres plus loin. Ils conviennent d'accompagner le guide de l'éléphant Linh (Dinh Thien Le), un enfant qui a beaucoup d'expérience avec les éléphants. Sur le chemin, les soldats Viet Cong feront tout pour stopper leur progression.

## Réalisation
Le scénario de Gene Quintano et Jim Kouf est basé sur une histoire vraie. Le film met en vedette Danny Glover et Ray Liotta, des Bérets verts, durant la guerre du Vietnam en 1968. Ils tentent de transporter un éléphant à travers la jungle pour un village du sud du Vietnam qui à son tour aidera les forces américaines en surveillant l'activité du Viet Cong.
La production du film a été faite par Interscope Communications et PolyGram Filmed Entertainment. Il a été commercialement distribué par Walt Disney Pictures en salles, et par Buena Vista Home Entertainment pour les sorties vidéo. Operation Dumbo Drop explore la guerre, la politique et le bien-être animal.

## Fiche technique
Sauf mention contraire, cette fiche technique est établie à partir d'IMDb.
- Titre original : Operation Dumbo Drop
- Titre français : Opération Dumbo Drop
- Titre Québécois: Opération Dumbo
- Réalisation : Simon Wincer
- Scénario : Gene Quintano et Jim Kouf d'après une histoire de James Morris (dit Jim Morris)
- Direction artistique : Steve Spence, Lisette Thomas
- Décors : Jim Erickson
  - Création des décors : Paul Peters
- Costumes : Rosanna Norton
- Photographie : Russell Boyd
- Son : Clark King
  - Mixage son : Mel Metcalfe, Terry Porter, Dean A. Zupancic
  - Montage son : Paul Timothy Carden, Jeff Clark, Albert Gasser, William Jacobs, Nils C. Jensen, Kirk Schuler
  - Chef monteur sonore : Donald J. Malouf
- Montage : O. Nicholas Brown
- Distribution des rôles : Julie Ashton, Mike Fenton
- Musique : David Newman
- Effets spéciaux : Roy Augenstein, John Fontana, James Fredburg, Gene Grigg, Bruce E. Merlin, Andy Nicholls, Samuel E. Price, Arthur Thrasher
  - Superviseur des effets spéciaux : Brian Cox, Rangrimaporn 'Rang' Rangsan
  - Assistant effets spéciaux : Peter Armstrong, Brian Pearce
- Maquillage : Diane Hammond
- Coiffure : Kashka Banjoko
- Cascades : Danny Baldwin, Jake Brake, Tony Brubaker, Eugene Collier, John Cressey
  - Coordinateur de cascades : Seng Kawee, Guy Norris
- Production : David Madden, Diane Nabatoff
  - Producteur exécutif [2] : Robert W. Cort (en), Ted Field
  - Coproducteur : Penelope L. Foster
  - Coproducteur exécutif [2] : Edward Gold
- Sociétés de production : Walt Disney Pictures, PolyGram Filmed Entertainment, Interscope Communications
- Société de distribution : Buena Vista Pictures
- Pays de production :  États-Unis
- Langue originale : anglais, vietnamien
- Format : Couleur (Technicolor) - 35 mm - 2,35:1 - Filmé en Panavision - Son : Dolby Digital
- Genre : Aventure, Comédie, Action, Guerre
- Durée : 108 minutes
- Date de sortie :
  - États-Unis : 28 juillet 1995
  - France : 3 septembre 1999 (directement en vidéo) (DVD)[2]

## Distribution
- Danny Glover (VF : Richard Darbois ; VQ : Guy Nadon) : Capitaine Sam Cahill
- Ray Liotta (VF : Bernard Gabay ; VQ : Daniel Picard) : Capitaine T.C. Doyle
- Denis Leary (VF : Emmanuel Jacomy ; VQ : Alain Zouvi) : CW3 Davis Poole
- Doug E. Doug (VF : Pascal Legitimus ; VQ : François Sasseville) : Sp4 Harvey Ashford
- Corin Nemec (VQ : Daniel Lesourd) : Sp5 Lawrence Farley
- Dinh Thien Le (VF : Jehan Pages ; VQ : Martin Pensa (en)) : Linh
- Tchéky Karyo (VQ : Jean-Marie Moncelet) : Goddard
- Hoang Ly : Colonel Nguyen
- Vo Trung Anh : Lt. Quang
- Marshall Bell (VQ : Éric Gaudry) : Major Pederson

Légende: Version québécoise (VQ) sur Doublage Québec

## Sorties internationales
Sauf mention contraire, les informations suivantes sont issues de l'IMDb

### Sorties cinéma
- États-Unis : 28 juillet 1995
- Espagne : 3 octobre 1995
- Pays-Bas : 12 octobre 1995
- Pologne : 20 octobre 1995
- Portugal : 3 novembre 1995
- Turquie : 24 novembre 1995
- Australie : 4 janvier 1996
- Grèce : 12 janvier 1996
- Brésil : 1er mars 1996
- Allemagne : 20 juin 1996
- Italie : 9 août 1996

### Sorties directement en vidéo
- Hongrie : 25 avril 1996
- Japon : 19 juillet 1996
- Royaume-Uni : Août 1996
- France : 3 septembre 1999 (DVD)[2]

## Box-office
Sauf mention contraire, les informations suivantes sont issues de Box Office Mojo
- Recettes aux États-Unis : 24 700 000 $ (USD)[1]
- Recettes du 1er week-end aux États-Unis : 6 392 155 $ (USD) (du 28 juillet 1995 au 30 juillet 1995)